# Ilona Wieczorek
Ilona Wieczorek znana również jako Ilona Europa; z domu Ilona Kotapska – polsko-amerykańska piosenkarka, producentka muzyczna i autorka tekstów piosenek.

## Życiorys
W 1975 roku otrzymała nagrodę ministra kultury i sztuki na XI Festiwalu Piosenki Radzieckiej w Zielonej Górze. W 1978 roku występując już jako Ilona Wieczorek na XVI Krajowym Festiwalu Piosenki Polskiej w Opolu z piosenką pt. Kołysanka zajęła I miejsce w kategorii debiutów. W 1984 roku na XVIII Festiwalu Piosenki Żołnierskiej w Kołobrzegu otrzymała „Srebrny Pierścień” za wykonanie piosenki pt. Poszukujemy lata. Na Festiwalu Piosenki Żołnierskiej w Kołobrzegu wystąpiła jeszcze dwukrotnie w latach 1985 i 1989. W 1989 wystąpiła również na XXVI Krajowym Festiwal Piosenki Polskiej w Opolu z piosenką Gdzie jest król. Następnie emigrowała do USA, gdzie kontynuowała karierę pod pseudonimem Ilona Europa. Była również prowadzącą audycję w La Talk Radio.
Jako producentka i autorka tekstów piosenek współpracowała między innymi z Ireną Jarocką.
W okresie PRL jej piosenki ukazywały się tylko na wydawnictwach składankowych. W 2015 roku nakładem firmy fonograficznej Teddy Records ukazał się w Polsce na CD – album Ilony Wieczorek, zawierający jej archiwalne nagrania. W USA, ukazało się 7 jej albumów. Jej archiwalne nagrania znajdują się między innymi w zbiorach archiwum Telewizji Katowice.

## Dyskografia
Albumy studyjne:
- 2003 – Wonderful Feeling[4]
- 2006 – Euro-Cize[5]
- 2007 – I want to dance[6]

Albumy kompilacyjne:
- 2015 – Halo to ja![7]